# 博爾德城 (密蘇里州)
博爾德城（英語：Boulder City）是位於美國密蘇里州牛頓縣的非建制地區。

## 地理
博爾德城所處的海拔為高於海平面329米（即1079英呎），而該地所採用的時區為UTC-6，即北美中部時區（CST）。同時該地設有夏令時間，為UTC-6調快一小時，即UTC-5（CDT）。